# Penicillium vanoranjei
Espèce
Penicillium vanoranjei est une espèce de champignons imparfaits, trouvée dans le sol provenant de Tunisie.